# Maktampur
Maktampur là một thị trấn thống kê (census town) của quận Bharuch thuộc bang Gujarat, Ấn Độ.

## Nhân khẩu
Theo điều tra dân số năm 2001 của Ấn Độ, Maktampur có dân số 9245 người. Phái nam chiếm 52% tổng số dân và phái nữ chiếm 48%. Maktampur có tỷ lệ 78% biết đọc biết viết, cao hơn tỷ lệ trung bình toàn quốc là 59,5%: tỷ lệ cho phái nam là 82%, và tỷ lệ cho phái nữ là 73%. Tại Maktampur, 12% dân số nhỏ hơn 6 tuổi.